# PPP (grammatik)
 For alternative betydninger, se PPP. (Se også artikler, som begynder med PPP)
PPP er en almindelig forkortelse i latinundervisningen for den grammatiske verbalform Perfektum Participium Passiv, der er en infinit form. Eksempel: captum (taget), tredje hovedtid.
Ved ordbogsopslag på et uregelmæssigt verbum oplyses hovedtiderne, fx capio, cepi, captum, 3 [capere], hvilket er præsens indikativ 1. person aktiv, perfektum indikativ 1. person aktiv, perfektum participium passiv, bøjningsgruppe 3, og evt. præsens infinitiv aktiv.
- capio, cepi, captum, 3[1]
- capio, cepi, captum, ere[2]
- capio, cepi, captum, [3] [capere] (angivelse af enten bøjningsgruppe eller infinitiv; sjældent begge dele)[3]
- capere, cepisse, captum, 3[4]

Ved regelmæssige verber anføres i danske værker almindeligvis kun præsensformen og bøjningsgruppenummer:
- amo 1
- audio 4

Karl Ernst Georges har altid fire former angivet på forkortet form (ordets stamme udeladt), med PPP som tredje hovedtid, ved både regelmæssige og uregelmæssige verber:
- amo, avi, atum, are (amo, amavi, amatum, amare)
- habeo, ui, itum, ere (habeo, habui, habitum, habere)

PPP er formmæssigt den samme som 1. supinum; men funktionen er en anden. PPP kan bruges som adjektiv.